# Stas Michajlov
Stanislav Vladimirovič Michajlov, detto Stas (in russo Станислав Владимирович Михайлов?; Soči, 29 aprile 1969), è un musicista e cantautore russo di etnia cosacca.
Iniziò a cantare nel 1994. Solo nel 2008 pubblica il singolo Vsë dlja tebja, brano che raggiunse con successo la vetta della classifica russa. Il buon momento per il cantante proseguì con hit come Bez tebja del 2011, Otpusti del 2013, Zolotoe serdce del 2015, Korolëva in collaborazione con Filipp Kirkorov, Ljubov' narcoz in collaborazione con il rapper Geugun del 2016, e Ne zovi, ne slyšu del 2017, canzoni che vinsero il premio Pesnja goda. Lo stesso premio fu vinto nel 2018 con il brano Pereputaju dati.
Con le canzoni che dedica all'amore verso le donne, la popolarità maggiore l'ha raggiunta tra le donne di mezz'età.

## Premi

### Pesnja goda
- Tutto per te (2008)
- Senza te (2011)
- Lasciami (2013)
- Un sogno in cui stiamo insieme (2015)
- Regina (ft. Filipp Kirkorov) (2015)
- Amore malato (ft. Gegun) (2016)
- Non chiamarmi, non sento (ft. Egor Krid) (2017)

### Zolotoj grammofon
- Tutto per te (2008-2009)
- Io colorerò in bianco il nero (2010)
- Senza te (2011)
- Joker (2012)
- Lasciami (2013)
- Cuore d'Oro (2015)
- Regina (ft. Filipp Kirkorov) (2015)
- Amore malato (ft. Gegun) (2016)
- Gli uccelli volano in Cina (2017)
- Non chiamarmi, non sento (2017)

### Candidature
- Artista Emerito della Russia (2010)

## Canzoni scritte per altri
- Ona ne Tvoia (2010) di Grigory Leps
- Ti moy (2014) di Zara
- Ne uhodi (2016) di Geugun
- Ibiza (2018) di Filipp Kirkorov e Nikolay Baskov